# Hallomenus scapularis
Hallomenus scapularis is een keversoort uit de familie winterkevers (Tetratomidae). De wetenschappelijke naam van de soort werd in 1846 gepubliceerd door Frederick Ernst Melsheimer.